# Espécie rara
Uma espécie rara é um grupo de organismos que são muito incomuns, escassos ou raramente encontrados. Esta designação pode ser aplicada a um táxon vegetal ou animal e é distinta do termo em perigo ou ameaçado. A designação de uma espécie rara pode ser feita por um órgão oficial, como um governo nacional, estado ou província. O termo aparece mais comumente sem referência a critérios específicos. A União Internacional para a Conservação da Natureza (UICN) normalmente não faz tais designações, mas pode usar o termo em discussões científicas.
A raridade reside no fato de uma espécie específica ser representada por um pequeno número de organismos em todo o mundo, geralmente menos de 10 000. No entanto, uma espécie com uma faixa endêmica muito limitada ou habitat fragmentado também influencia o conceito. Quase 75% das espécies conhecidas podem ser classificadas como “raras”.
A UICN usa o termo "raro" como designação para espécies encontradas em locais geográficos isolados. Elas não estão em perigo, mas classificados como "em risco".
Uma espécie pode estar ameaçada ou vulnerável, mas não é considerada rara se tiver uma população grande e dispersa. Espécies raras são geralmente consideradas ameaçadas porque uma população pequena tem maior probabilidade de não se recuperar de desastres ecológicos.[carece de fontes?]
Espécies raras são espécies com populações pequenas. Muitas passam para a categoria ameaçada ou vulnerável se os fatores negativos que as afetam continuarem operando. Exemplos de espécies raras incluem o urso-pardo-do-himalaia, o feneco, o búfalo-asiático-selvagem e o calau.
O status legal de uma planta rara pode ser observado através do banco de dados de plantas do Departamento de Agricultura dos Estados Unidos.

## Exemplos de espécies raras
| Nome comum                | Nome científico              | Estado de conservação | População                | Alcance global                                     |
| ------------------------- | ---------------------------- | --------------------- | ------------------------ | -------------------------------------------------- |
| Panda-gigante             | Ailuropoda melanoleuca       | Vulnerável            | 1 000 a 3 000            | China (Sujuão)                                     |
| Camelo-bactriano-selvagem | Camelus ferus                | Perigo crítico        | 950                      | Cazaquistão, Nordeste da China e Mongólia Interior |
| Guepardo                  | Acinonyx jubatus             | Vulnerável            | 7 000 a 10 000           | África/Sudoeste Asiático                           |
| Condor-da-califórnia      | Gymnogyps californianus      | Perigo crítico        | 446                      | Oeste da América do Norte                          |
| Mutum-do-nordeste         | Mitu mitu                    | Extinta na natureza   | 130 (em cativeiro)       | Nordeste do Brasil                                 |
| Águia-filipina            | Pithecophaga jefferyi        | Perigo crítico        | 200 casais reprodutores  | Lução, Samar, Leyte e Mindanau (Filipinas)         |
| —                         | Nilssonia nigricans          | Extinta na natureza   | 150 a 300 (em cativeiro) | Santuário do Sultão Bajazeto de Bastã em Chatigão  |
| —                         | Pilosocereus robinii         | Perigo crítico        | 7 a 15                   | Florida Keys, México, Porto Rico                   |
| Kakapo                    | Strigops habroptilus         | Perigo crítico        | 149                      | Nova Zelândia                                      |
| Golfinho-de-maui          | Cephalorhynchus hectori maui | Perigo crítico        | 55                       | Nova Zelândia                                      |
| Vaquita                   | Phocoena sinus               | Perigo crítico        | 12                       | Golfo da Califórnia (México)                       |
| Urso-de-gobi              | Ursus arctos gobiensis       | Perigo crítico        | 22                       | Deserto de Gobi (Mongólia)                         |

## Leitura complementar
- Gorbunov, Y. N., Dzybov, D. S., Kuzmin, Z. E. and Smirnov, I. A. 2008. Methodological recommendations for botanic gardens on the reintroduction of rare and threatened plants. Botanic Gardens Conservation International (BGCI).